# BSG Stahl Riesa
BSG Stahl Riesa is een Duitse voetbalclub uit de stad Riesa, deelstaat Saksen.

## Geschiedenis

### Riesaer SV 03
Op 28 maart 1903 werd SC 1903 Riesa opgericht, de clubnaam veranderde in 1905 in Riesaer SV 03. De club sloot zich aan bij de Midden-Duitse voetbalbond en speelde vanaf 1909 in de competitie van Midden-Saksen en werd vicekampioen in het eerste jaar. In 1911 werden ze kampioen en plaatsten zich zo voor de Midden-Duitse eindronde, waar ze verloren van Cricket-Viktoria Magdeburg. Drie jaar later won de club een tweede titel en verloor in de eindronde nu met 7:0 van SpVgg 1899 Leipzig-Lindenau. In 1917 eindigde de club samen met FC 1912 Waldheim op de eerste plaats en verloor de titelfinale. Datzelfde jaar fuseerde de club met FC Wettin Riesa en bleef de eigen naam behouden.
Na de oorlog werd de competitie ondergebracht in de nieuwe Kreisliga Mittelsachsen en fungeerde daar als tweede klasse omdat de teams niet als even sterk beschouwd werden als de teams uit Chemnitz. De clubs speelden in de reeks Nordsachsen. In 1922 kon de club promotie afdwingen naar de Kreisliga en werd daar vierde. Hierna werd de Kreisliga afgevoerd en werden de tweede klassen terug opgewaardeerd als Gauliga. De club ging in de Gauliga Nordsachsen spelen.
De competitie was de eerste twee jaar in twee groepen opgedeeld. Riesa werd telkens groepswinnaar en plaatste zich na winst tegen BC Hartha en Döbelner SC voor de eindronde. In de beide seizoenen won de club eerst tegen Preußen Biehla maar ging dan met zware cijfers de boot in tegen respectievelijk Chemnitzer BC en Guts Muts Dresden. In 1925/26 werden beide groepen samengevoegd. Riesaer SV werd autoritair kampioen en won alle wedstrijden en scoorde 120 keer in 18 wedstrijden. In de eindronde verloor de club in de tweede ronde van Fortuna Leipzig. Ook het volgende seizoen moest de club na een nederlaag tegen VfL Bitterfeld voortijdig afdruipen. In Noord-Saksen werd de club telkens kampioen maar in de eindronde kon Riesa niet overtuigen. De volgende twee seizoenen schakelden Naumburger SpVgg 05 en Chemnitzer BC de club al in de eerste ronde uit. In 1929/30 won de club eindelijk nog eens in de eindronde en versloeg VfB 1907 Herzberg met 7:2, maar verloor dan met 5:2 van Fortuna Magdeburg. In 1930 werd de competitie van Noord-Saksen opgeheven en de clubs werden onder de andere Saksisch competities verdeeld, maar kregen geen startplaats in de hoogste klasse. Na één seizoen promoveerde de club naar de hoogste klasse van Oost-Saksen en kwam daar tegenover acht clubs uit Dresden te staan en werd twee keer zesde.
In 1933 werd de Midden-Duitse bond en al zijn competities ontbonden. Er kwamen zestien nieuwe competities in het Derde Rijk en de beste teams uit de vijf Saksische competities vormden de nieuwe Gauliga Sachsen. Door de zesde plaats was de club hiervoor niet geplaatst. In 1936 promoveerde de club en moest na één seizoen weer degraderen na een voorlaatste plaats. In 1940 promoveerde Riesa weer en werd nu knap vierde. De volgende drie seizoenen werd de zesde plaats behaald.

### DDR-tijdperk
In 1945 werden alle Duitse clubs ontbonden, de club werd heropgericht als SG Riesa en veranderde in september 1948 de naam in BSG Stahlwerk Riesa. In 1952 splitste de voetbalafdeling van de sportclub zich af als SC Stahl Riesa en in 1957 werd de club weer bij BSG Stahl Riesa ingelijfd. De club promoveerde in 1968 voor de eerste keer naar de DDR-Oberliga, de hoogste klasse.
Tussen 68 en 88 speelde de club in totaal 16 seizoenen in de hoogste klasse. Het beste seizoen van de club was 1974/75 toen Riesa 6de werd en maar net plaatsing voor de UEFA Cup miste.

### 1990-heden
In 1990 veranderde de club na de Duitse hereniging zijn naam in FC Stahl Riesa en nam in 1991 weer zijn oude naam Riesaer SV aan. In 1998 fusioneerde de club met SC Riesa-Röderau en werd zo FC Stahl Riesa 98. In 2000 promoveerde de club naar de Oberliga (4de klasse). Twee jaar later ging de club failliet en werd ontbonden. Op 31 maart 2003 werd TSV Stahl Riesa opgericht. De club moest onder aan de ladder beginnen in de 2. Kreisklasse. De club promoveerde 3 keer op rij en speelt in 2006/07 in de Bezirksklasse wat gelijk staat met het 7de niveau in Duitsland.
TSV Stahl Riesa heeft het record van langste reeks competitiewedstrijden zonder nederlaag. Op 27 augustus 2006 won de club met 3-1 tegen SG Kesselsdorf zijn 76ste wedstrijd op rij zonder nederlaag en haalt hiermee de vorige recordhouder TSV Buchbach in.
Op 23 september 2006 kwam aan de recordreeks een einde. Na 78 wedstrijden zonder nederlaag leed de club een 0-2 thuisnederlaag tegen SpVgg Grün/Weiß Coswig.
In het seizoen 2012/2013 werd de club ongeslagen kampioen van de Bezirksklasse Mitte, waardoor Stahl promoveerde naar de Landesliga Sachsen, het 6e niveau in de Duitse voetbalpyramide. De clubnaam werd ook gewijzigd naar BSG Stahl Riesa.

## Erelijst
- Kampioen Midden-Saksen

1911, 1914
- Kampioen Noord-Saksen

1924, 1925, 1926, 1927, 1928, 1929, 1930

## Eindklasseringen
| Seizoen | Divisie      | №  | Duels | Winst | Gelijk | Verlies | Doelsaldo | Punten |
| ------- | ------------ | -- | ----- | ----- | ------ | ------- | --------- | ------ |
| 1987–88 | DDR-Oberliga | 14 | 26    | 3     | 10     | 13      | 23–43     | 16     |

## Bekende (oud-)spelers
- Lothar Kurbjuweit